# Le Mans (film)
Pour les articles homonymes, voir Le Mans (homonymie).
Pour plus de détails, voir Fiche technique et Distribution.
Le Mans est un film américain réalisé par Lee H. Katzin, sorti en 1971.
Le film traite de Michael Delaney, coureur automobile, qui revient sur le circuit des 24 Heures du Mans un an après son grave accident au cours duquel Pierre Belgetti, un autre pilote, a perdu la vie. Delaney dispute la course au volant d'une Porsche 917, et est l'un des deux favoris avec l'allemand Erich Stahler, sur sa Ferrari 512 S.
Bien que le scénario soit fictif, le film est tourné en grande partie pendant la véritable édition 1970 des 24 heures du Mans, grâce à trois caméra embarquées sur une voiture participant à la course. De plus, trois mois de tournage supplémentaires avec 25 voitures de course ont été nécessaires pour compléter certaines scènes et angles de prise de vue.
Le film subit de nombreuses difficultés lors de sa production, notamment avec le scénario, malgré un Steve McQueen très investi qu'il considère comme l'un des points culminants de sa carrière. Bien que largement salué techniquement pour ses plans lors des scènes de course, le film ne rencontre pas le succès escompté. Il est cependant considéré comme un film culte du cinéma d'action et de course automobile.

## Synopsis

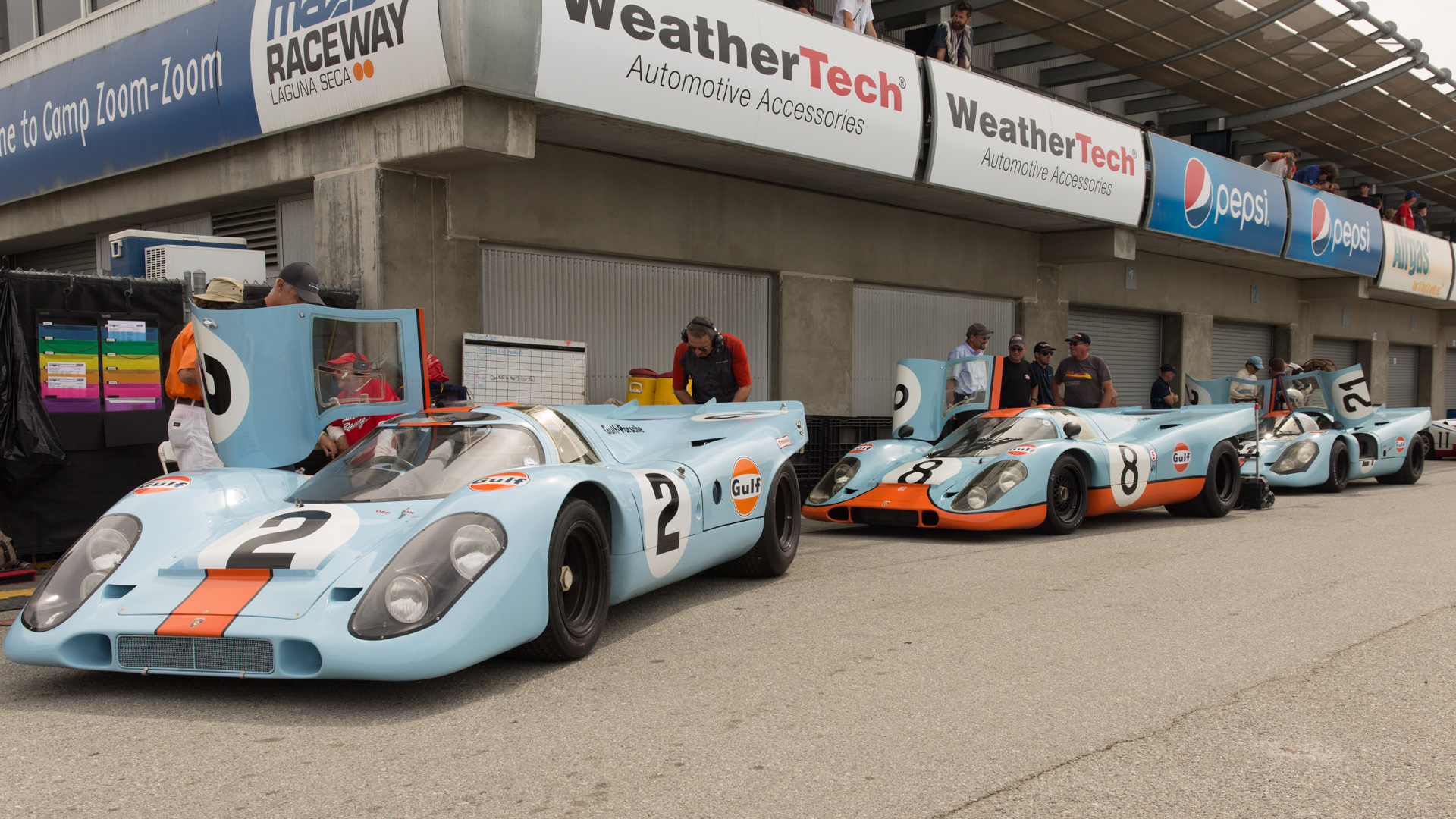
Porsche 917 aux couleurs de Gulf Oil.

Se rendant au circuit du Mans par la route, le pilote de course Michael Delaney voit Lisa, la veuve de son ex-rival Piero Belgetti, acheter des fleurs les jours précédant la course de 1971. Il arrive ensuite sur les lieux de l'accident où est mort Belgetti l'année précédente. Un flashback montre Belgetti perdant le contrôle de sa Ferrari forçant Delaney à s'écraser lui aussi.
Comme beaucoup d'autres, Lisa semble penser que Delaney est responsable, au moins en partie, de l'accident. Sur le circuit, elle est naturellement abattue tout en essayant de cacher ses émotions. Dans une scène délicate, Delaney cherche un endroit pour s'asseoir dans le restaurant du circuit bondé, et demande à Lisa s'il peut la rejoindre. La tension est évidente entre eux, mais aussi le respect et un soupçon d'attraction mutuelle.
Après 13 heures de course, Erich Stahler fait un tête à queue sur sa Ferrari 512 S dans le virage d'Indianapolis. Son coéquipier Claude Aurac, sur la Ferrari n°7, sort de la piste en voulant l'éviter et encastre sa voiture dans un panneau publicitaire. Momentanément distrait par les flammes de la voiture d'Aurac, Delaney réagit trop tard pour éviter une voiture plus lente, heurtant le garde-corps et rebondissant plusieurs fois sur la route, détruisant sa Porsche 917. Les blessures d'Aurac sont importantes et il est évacué par hélicoptère. Lisa apparaît à la clinique de course où Delaney est brièvement traité. Elle est désemparée par son accident, qui suscite des émotions à cause du décès de Piero, émotions qu'elle avait tenté d'enfouir. Delaney la console et la sauve d'une horde de reporters. Après l'avoir mise dans une voiture, un journaliste demande à Delaney si son accident et celui d'Aurac peuvent être comparés à celui de Belgetti lors de la course de l'année précédente. Delaney le fixe simplement.
Chez Porsche, le pilote Johann Ritter sent que sa femme Anna aimerait qu'il arrête de courir. Il le suggère, après la fin de la compétition, pensant qu'elle sera ravie. Elle en plaisante et dit qu'elle ne le voudrait que si lui-même le veut. Il se moque alors d'elle gentiment, lui reprochant de ne pas être totalement honnête.
Lisa va à la caravane de Delaney pour parler avec lui. Après son accident, elle est encore plus attirée par lui et désespérée qu'il puisse subir le même sort que son mari, mais Delaney trouve la course trop addictive pour arrêter. À la faveur d'un arrêt prolongé de la Ferrari de Stahler, le directeur de l'équipe Porsche, David Townsend, décide de remplacer Ritter, car il ne sera peut-être pas assez rapide face à la Ferrari. Il entre dans la caravane de Delaney et lui demande en présence de Lisa de prendre la place de Ritter. Delaney suit Townsend qui lui dit « Michael, il faut que tu mettes toute la gomme, je veux que Porsche gagne Le Mans ». La femme de Ritter essaye de réconforter son mari, lui rappelant qu'il avait l'intention d'arrêter de toute façon. Il lui répond que c'est vrai mais pas de cette manière.
Dans les dernières minutes de la course, les deux Porsche et les deux Ferrari se disputent la victoire, Delaney dans la Porsche n° 21 et son coéquipier Larry Wilson dans la n°22. La Ferrari n°5 de Lugo Abratte qui est en tête de la course abandonne à cause d'une crevaison, laissant la tête de la course à Wilson suivi de Stahler et Delaney déchainés. Les deux voitures plus rapides rattrapent rapidement Wilson. Delaney bataille alors avec Stahler pour permettre à Wilson de gagner.
Une voiture plus lente dans sa trajectoire force Delaney à ralentir, permettant à Stahler de le dépasser. Delaney revient à hauteur de l'Allemand, puis se place aux côtés de Wilson. Plutôt que d'essayer de dépasser Stahler, et peut-être Wilson, Delaney reste derrière et heurte Stahler, le forçant à ralentir pour éviter de déraper alors que sa voiture quitte partiellement la piste. Delaney utilise ensuite les glissières de sécurité pour bloquer le dernier effort agressif de Stahler, ce qui assure une victoire à Porsche. Les coéquipiers franchissent la ligne d'arrivée suivis par la Ferrari.
Wilson et son coéquipier sont portés en triomphe et fêtent leur victoire par des jets de champagne. Delaney et Stahler se font face à distance, chacun esquissant un petit sourire. Delaney lève alors son majeur et son index en forme de V en direction de son concurrent, Stahler réplique par une moue qui semble manifester une certaine admiration.
David Townsend, le directeur de Porsche, remercie Delaney. Celui-ci qui a vu Lisa dans les stands se dirige vers elle à travers la foule. Ils se regardent intensément, esquissant tous les deux un sourire alors que les vainqueurs fêtent leur victoire sur le podium. Le plan s'élargit en hauteur pour montrer la foule envahissant les stands et le circuit.

## Fiche technique
Sauf indication contraire, les informations mentionnées dans cette section peuvent être confirmées par la base de données cinématographiques IMDb,  présente dans la section « Liens externes ».
- Titre : Le Mans
- Réalisation : Lee H. Katzin
- Scénario : Harry Kleiner
- Décors : Phil Abramson (en)
- Costumes : Phil Abramson et Ray Summers
- Photographie : Robert B. Hauser et René Guissart Jr.
- Son : John W. Mitchell
- Montage : John Woodcock, Donald W. Ernst (en) et Ghislaine Desjonquères
- Musique : Michel Legrand
- Production : Jack Reddish (en)
  - Production associée : Alan Levine
  - Production déléguée : Robert Relyea
- Sociétés de production : Cinema Center Films (en) et Solar Production
- Sociétés de distribution : National General Pictures (en)
- Budget : 6 000 000 $[1]
- Pays d'origine :  États-Unis
- Langue originale : anglais
- Format : couleur - 35 mm - 1,85:1 - son mono
- Genre : drame sportif
- Durée : 106 minutes
- Dates de sortie :
  - États-Unis : 23 juin 1971
  - France : 22 septembre 1971[2]
- Affiche : René Ferracci (France)

## Distribution

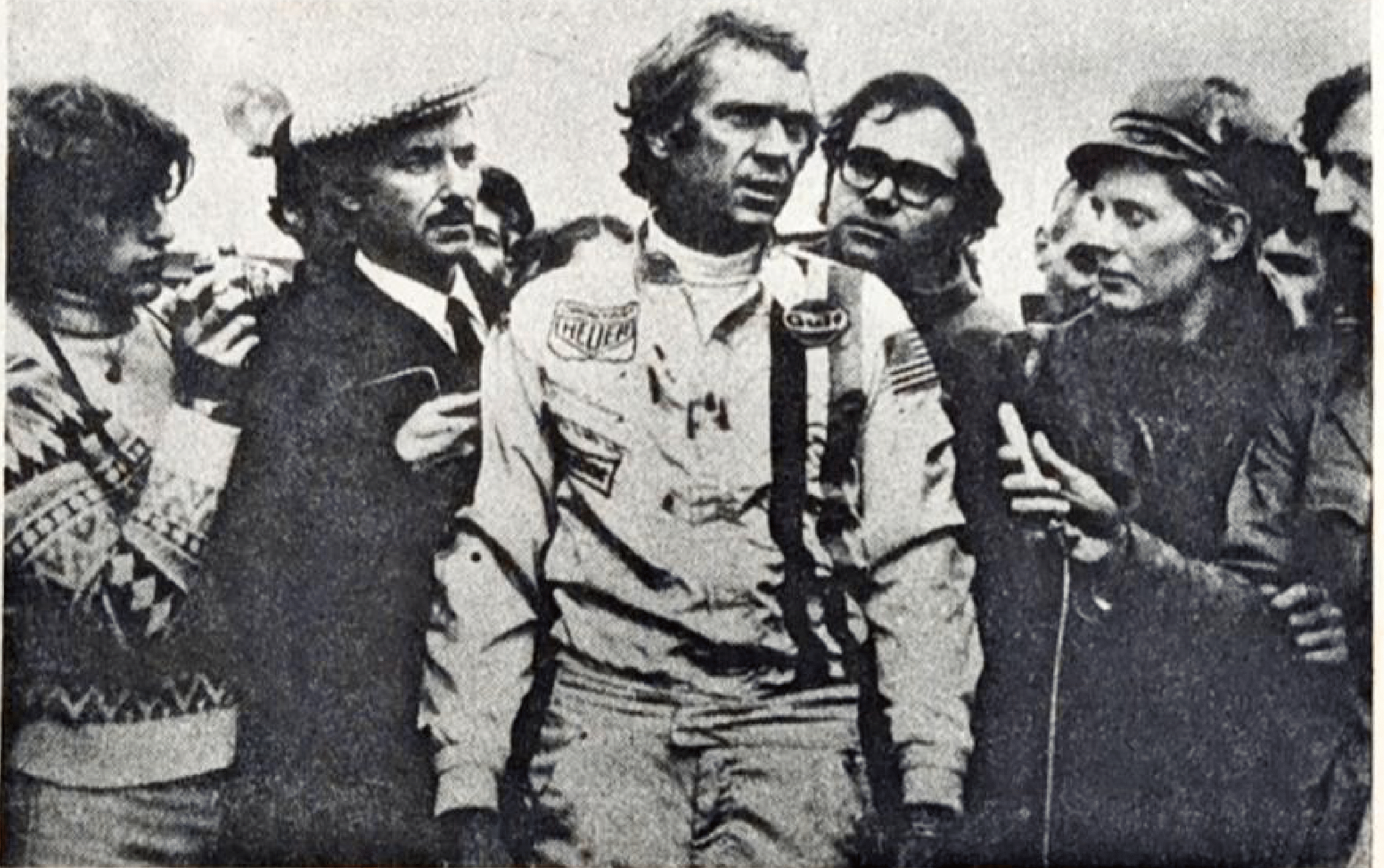
Steve McQueen dans une scène du film.

- Steve McQueen : Michael Delaney
- Siegfried Rauch : Erich Stahler
- Elga Andersen : Lisa Belgetti
- Ronald Leigh-Hunt (en) : David Townsend
- Fred Haltiner : Johann Ritter
- Luc Merenda : Claude Aurac
- Christopher Waite : Larry Wilson
- Louise Edlind Friberg (en) : Anna Ritter
- Angelo Infanti : Lugo Abratte
- Carlo Cecchi : Paolo Scadenza

## Production

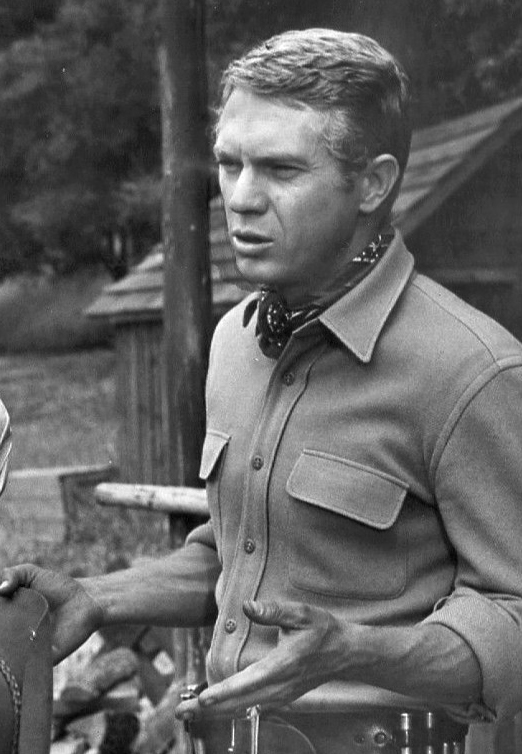
Steve McQueen, ici en 1959

### Genèse et préparation

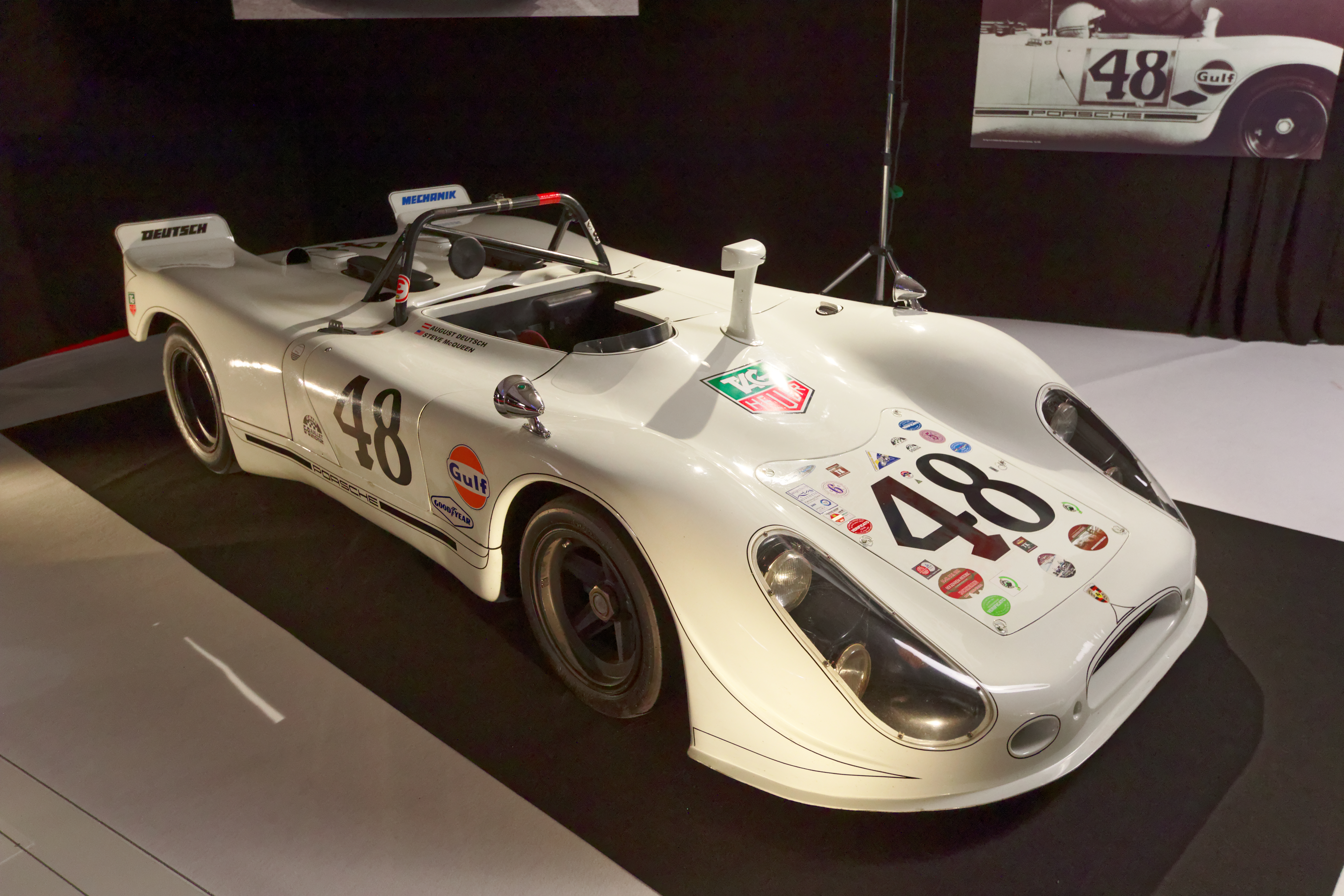
La Porsche 908/2 pilotée par Steve McQueen et Peter Revson lors des 12 Heures de Sebring.

Steve McQueen s'investit énormément dans ce film qu'il considère comme une pièce maîtresse de sa carrière. Au départ, Steve a comme intention de courir réellement les 24 Heures du Mans 1970, avec Jackie Stewart comme coéquipier. Mais son assurance exige une caution de trois millions de dollars pour qu'il puisse participer à l'épreuve. La somme est trop importante, et sa Porsche 917 est finalement retirée de la liste à la fin du mois d'avril. Il réussit cependant à s'inscrire aux 12 Heures de Sebring 1970, au mois de mars, et termine deuxième de la course avec Peter Revson, à bord d'une Porsche 908/2. Ce refus de l'assurance conduit finalement Steve McQueen à ne faire les 24 Heures qu'en tant que figurant dans les stands pour des plans de raccord.
Une légende raconte que durant les 24 Heures du Mans 1970, Steve McQueen, désireux de réaliser son rêve, aurait de nuit enfilé son casque et pris la piste pour disputer un relais. Même si des témoignages existent, rien n'a jamais été confirmé. En effet, le pilote belge Willy Braillard, aurait affirmé avoir vu Steve McQueen succéder à Herbert Linge au volant de la Porsche durant un relais d'une demi-heure.

### Tournage
Lors des 24 Heures du Mans 1969, Steve McQueen vient sur place avec une petite équipe pour filmer quelques séquences, dont certaines figurent dans la version finale du film. L'absence de scénario classique et les dépenses excessives du début de tournage conduisent le réalisateur, John Sturges, et le monteur, Ferris Webster, à démissionner à la suite de pressions de la production. Lee H. Katzin reprend alors la réalisation dans des conditions difficiles. En décembre 1969, l'organisation avance rapidement et un véritable village avec une vingtaine de bureaux est monté pour accueillir les 300 membres de Solar Production. Un garage est également installé dans la commune d'Arnage, dans la partie sud-ouest du circuit, sous l’autorité d'Andrew Ferguson, ancien Team Manager chez Lotus Cars, afin de préparer et entretenir les 25 voitures utilisées pour le film. Alors que le tournage débute, toujours aucun scénario n'est écrit. Harry Kleiner et Ken Purdy travaillent alors à l'écriture d'un script dans une roulotte de Solar Productions, installée à proximité du Mans. L'accessoiriste du film, Dun Nunley, explique que « Steve McQueen s'est battu au jour le jour pour garder l'histoire à un concept minimal. Il ne voulait pas d'une histoire d’amour, il ne voulait pas qu'un film normal se déroule. C'était une période de 24 heures dans la vie d’un pilote. C'est ce qu’il voulait filmer et c'est essentiellement ce que nous avons fait ». La scène d'introduction dans laquelle Steve pilote une Porsche 911 (901) S est tournée dans la commune de Fillé, au sud du circuit.

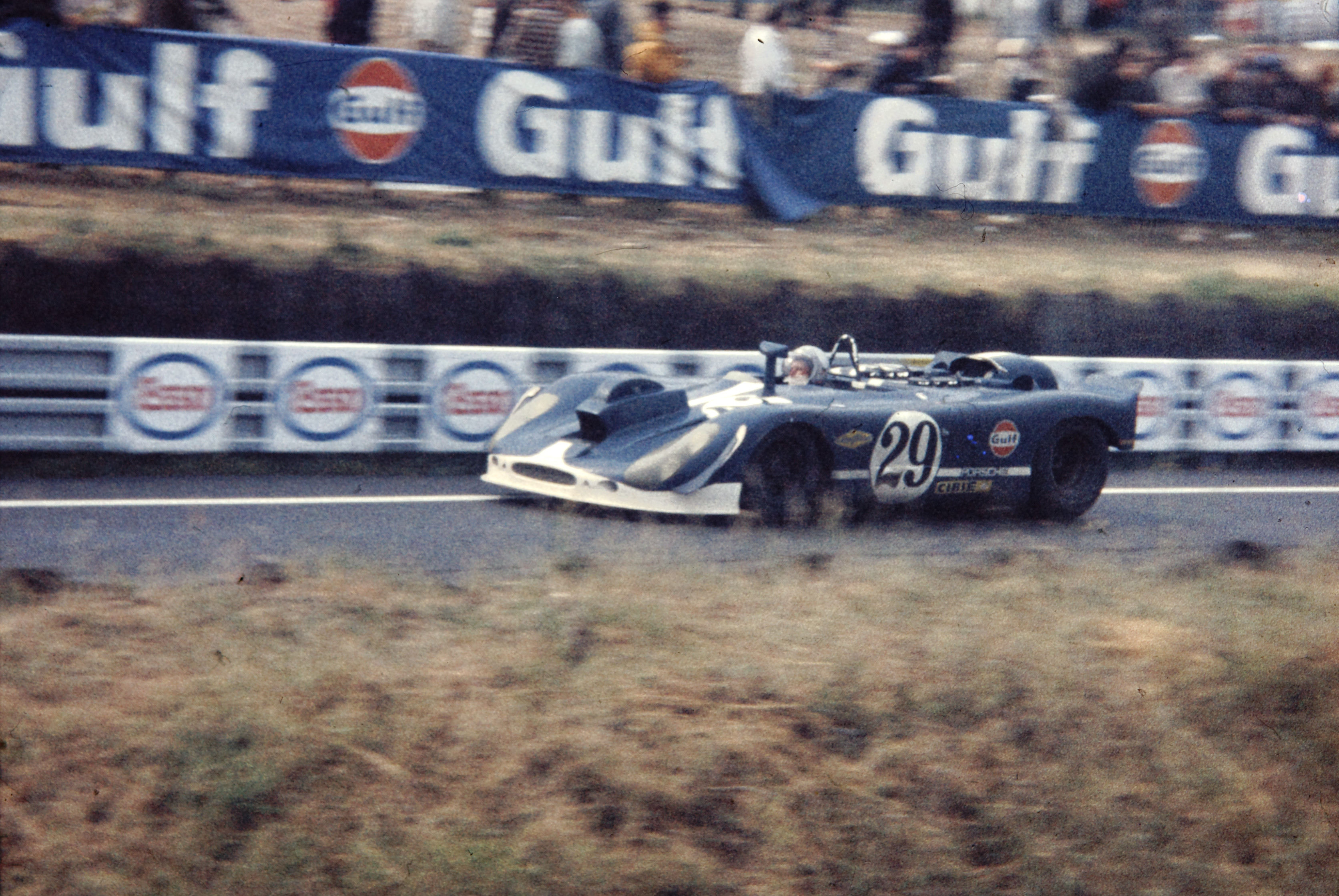
La Porsche 908/2 de Solar Productions pendant la course. Les volumineux boîtiers de caméra sont visibles à l'avant et à l'arrière.

La Porsche 908/2 que McQueen avait précédemment pilotée aux 12 Heures de Sebring est réellement engagée dans la course de 1970 par Solar Productions, équipée de trois lourdes caméras capturant de réelles images de course. Cette voiture-caméra n°29, piloté par Herbert Linge et Jonathan Williams, parcourt 282 tours, soit 3 798 kilomètres et termine la course en neuvième position. Elle n'est cependant pas classée car n'ayant pas parcouru la distance minimale requise en raison des fréquents arrêts pour changer les bobines de film, toutes les quinze minutes. Herbert effectue également quelques doublages de McQueen. La voiture de course conduite par Steve McQueen durant le film est une Porsche 917 en ce qui concerne la carrosserie, mais c'est un châssis de Lola T70 à moteur Chevrolet qui est en fait utilisé.

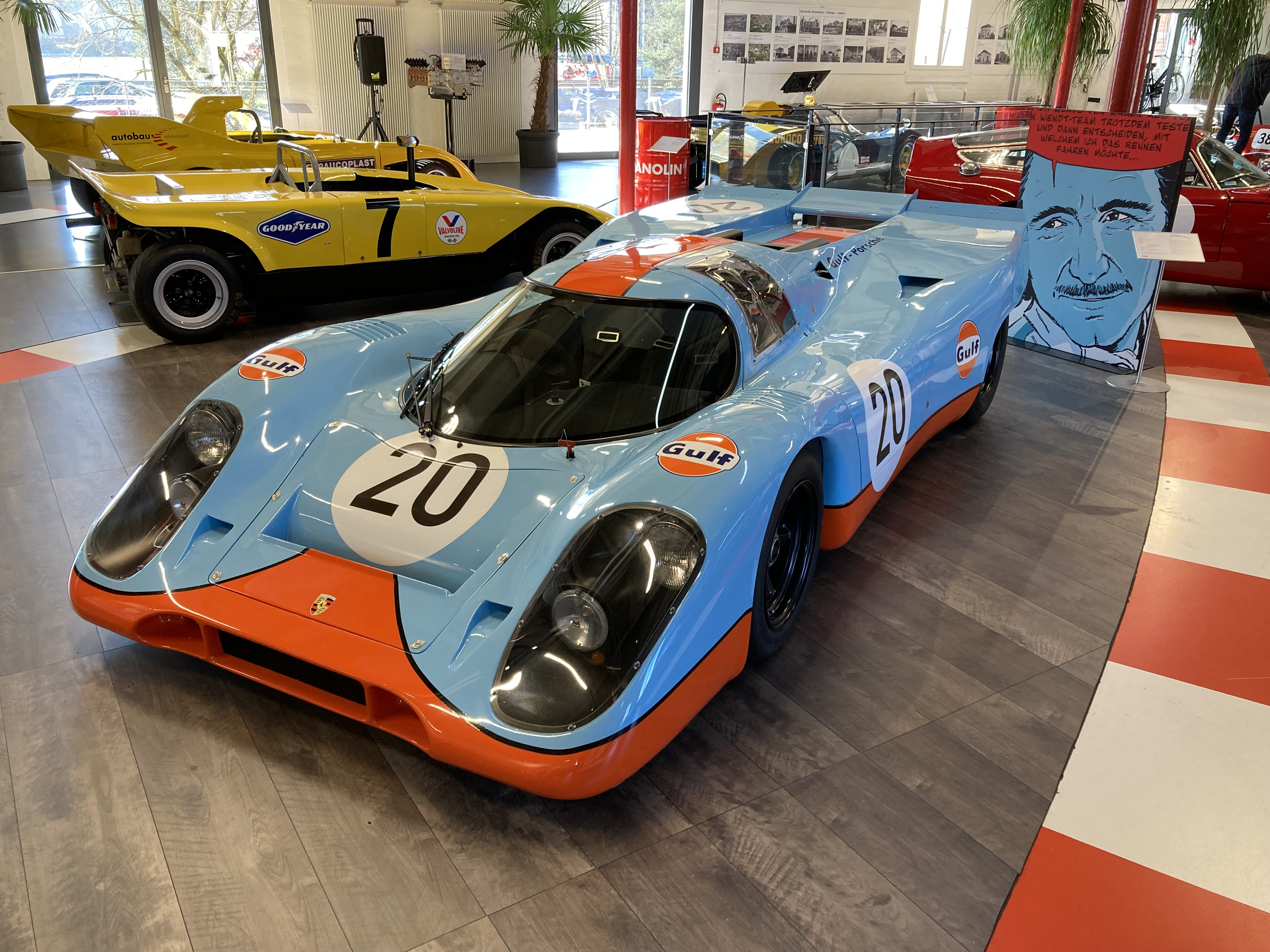
La Porsche 917 K pilotée par Joseph Siffert et Brian Redman aux 24 Heures du Mans 1970.

Le pilote suisse Joseph Siffert, qui devient dès lors un des amis les plus proches de Steve, le double lors des scènes de course, en plus d'avoir fourni la plupart des voitures de course utilisées dans le film. Durant l'été 1970, Steve McQueen réussit à louer le circuit du Mans durant trois mois, avec 25 voitures de course, des pilotes et des mécaniciens. L'acteur conduit lui-même pour compléter les prises de vues de la course. Parmi les voitures utilisées pour le tournage, une Ford GT40 achetée au J.W. Automotive Engineering est transformée en spider. Le but est de retirer le toit afin de permettre à un cadreur d'être installé sur le siège droit, tandis que le pilote est assis à gauche. Cette installation permet de rompre avec les plans fixes des caméra installées sur les voitures, puisque le cadreur peut suivre les mouvements des autres véhicules.
Pour le film, Steve McQueen choisit de porter la même combinaison que Joseph Siffert, arborant sur la poitrine le logo du fabricant de montres suisse TAG Heuer. Au moment de choisir une montre à porter durant le film, dès le début de la production, Steve choisit la TAG Heuer Monaco, afin non seulement d'être raccord avec le sponsor présent sur sa combinaison, mais aussi car l'acteur est séduit par son design.
Au total, 41 pilotes professionnels sont recrutés pour le tournage du film. Parmi eux, on compte six vainqueurs ou futurs vainqueurs des 24 Heures du Mans : Jacky Ickx, Richard Attwood, Gérard Larrousse, Jürgen Barth, Masten Gregory et Derek Bell. Dans les pilotes dont la performance est visible à l'écran, on trouve aussi Richard Attwood, Jean-Pierre Jabouille, Claude Ballot-Léna, Helmut Kelleners, Edgar Berney, John Miles, Silvio Moser, Herbert Müller, Guy Chasseuil, André de Cortanze, Hugues de Fierlant, Vic Elford, Teddy Pilette, Nanni Galli, Brian Redman, Jean Sage, Masten Gregory, Rob Slotemaker, Jean-Pierre Hanrioud, Rolf Stommelen et Toine Hezemans.
Alors que le tournage du film débute le 7 juin 1970, il s'achève le 10 novembre, avec deux mois de retard. Il faut donc convaincre les écuries rester sur place durant de longues semaines, impliquant donc l'immobilisation des voitures, des camions ateliers, des pilotes et des mécaniciens. Ce retard est notamment dû aux accidents qui ont lieu durant le tournage. La Ferrari de Derek Bell prend feu et le conducteur est brûlé au visage et aux mains, et David Piper perd une partie de sa jambe droite après avoir percuté un garde-fou avec sa Porsche 917 (le générique comporte une mention spéciale « pour le sacrifice de David Piper »). Steve McQueen frôle quant à lui la mort en évitant de peu un camion à trois cents à l'heure.

### Financement
Le budget de production de Le Mans est considéré comme très important à l'époque de sa sortie, en 1971. Selon les estimations, il aurait coûté plus de 6 000 000 $ à réaliser, une somme colossale pour un film de cette nature à l'époque. Ce coût important s'explique notamment par le choix de tourner pendant une véritable course, impliquant des frais logistiques et techniques élevés, notamment pour l'utilisation de caméras embarquées dans les voitures de course. Les différents problèmes de productions, les accidents et les retards ont contribué à l'augmentation du budget du film, expliquant notamment le refus de la production de payer 3 000 000 $ à l'assurance de McQueen pour qu'il participe à la course.

## Accueil

### Accueil critique
Le film, échec commercial aux États-Unis, s'apparente plutôt au reportage, l'histoire n'étant qu'une toile de fond.

### Box-office
Aux États-Unis, le film réalise 16 700 000 $ de recettes. Le film réalise 1 124 381 entrées en France, 1 627 000 en Allemagne, et 1 124 381 en Espagne.

## Distinction
- Golden Globes 1972 : nomination au Golden Globe de la meilleure musique de film pour Michel Legrand[17]

## Postérité
À la fin du tournage, Steve McQueen offre sa Heuer Monaco à Haig Alltounian, son mécanicien personnel et chef mécanicien du film. Le 12 décembre 2020, à New York, l'agence Phillips Watches, en association avec Bacs & Russo, organise une vente aux enchères où la montre est vendue 2,2 millions de dollars.
Le film est l'objet d'un documentaire Steve McQueen: The Man & Le Mans sorti en 2015 et réalisé par John McKenna et Gabriel Clarke. Le film est présenté pour la première fois au public lors du festival de Cannes 2015.
En 2016, le film a fait l'objet d'une adaptation en bande dessinée, par Sandro Garbo.

## Anecdote
François Fillon a été figurant dans ce film. À l'époque il n'avait que 17 ans mais avait déjà une passion pour les sports automobiles.